# Acraea vumbui
Acraea vumbui är en fjärilsart som beskrevs av Stevenson 1934. Acraea vumbui ingår i släktet Acraea och familjen praktfjärilar. Inga underarter finns listade i Catalogue of Life.